# Новомерчицька сільська рада
Новоме́рчицька сільська́ ра́да — адміністративно-територіальна одиниця та орган місцевого самоврядування в Валківському районі Харківської області. Адміністративний центр — село Новий Мерчик.

## Загальні відомості
- Новомерчицька сільська рада утворена в 1918 році.
- Територія ради: 48,62 км²
- Населення ради: 931 особа (станом на 2001 рік)
- Територією ради протікає річка Мерчик.

## Населені пункти
Сільській раді підпорядковані населені пункти:
- с. Новий Мерчик

## Склад ради
Рада складається з 14 депутатів та голови.
- Голова ради: Занкевич Володимир Іванович
- Секретар ради: Буленко Катерина Олександрівна

### Керівний склад попередніх скликань
| Прізвище, ім'я, по батькові | Основні відомості                                                 | Дата обрання | Дата звільнення |
| --------------------------- | ----------------------------------------------------------------- | ------------ | --------------- |
| Савенков Генадій Борисович  | Сільський голова, 1954 року народження, безпартійний              | 26.03.2006   | 31.10.2010      |
| Занкевич Володимир Іванович | Сільський голова, 1958 року народження, освіта вища, безпартійний | 31.10.2010   |                 |

Примітка: таблиця складена за даними сайту Верховної Ради України

### Депутати
За результатами місцевих виборів 2010 року депутатами ради стали:

#### За суб'єктами висування
| Суб'єкт висування           | Кількість обраних депутатів | %    |
| --------------------------- | --------------------------- | ---- |
| Партія регіонів             | 6                           | 42,9 |
| Самовисування               | 6                           | 42,9 |
| Комуністична партія України | 2                           | 14,3 |

#### За округами
| № округу                    | Прізвище, ім'я, по батькові      | Дата визнання обраним | Освіта             | Партійна приналежність | Відомості про обраного депутата                                 |
| --------------------------- | -------------------------------- | --------------------- | ------------------ | ---------------------- | --------------------------------------------------------------- |
| Комуністична партія України |                                  |                       |                    |                        |                                                                 |
| 3                           | Шаригін Тетяна Володимирівна     | 03.11.2010            | середня            | позапартійна           | Центр сімейної медицини с. Новий Мерчик, медична сестра         |
| 12                          | Караман Тамара Іванівна          | 03.11.2010            | вища               | позапартійна           | пенсіонер                                                       |
| Партія регіонів             |                                  |                       |                    |                        |                                                                 |
| 1                           | Деркунська Валентина Іванівна    | 03.11.2010            | вища               | член Партії регіонів   | Новомерчицька загальноосвітня школа I-III ст., вчитель          |
| 5                           | Макаренко Галина Іванівна        | 03.11.2010            | середня            | член Партії регіонів   | Новомер-чицький відділ зв'язку, листоноша                       |
| 9                           | Івасенко Тетяна Олександрівна    | 03.11.2010            | середня            | член Партії регіонів   | Центр сімейної медицини с. Новий Мерчик, молодша медична сестра |
| 11                          | Ткаченко Валентина Олександрівна | 03.11.2010            | вища               | член Партії регіонів   | Новомерчицька загальноосвітня школа I-III ст., вчитель          |
| 13                          | Лось Петро Дмитрович             | 03.11.2010            | вища               | член Партії регіонів   | тимчасово не працює                                             |
| 14                          | Грищенко Василь Федорович        | 03.11.2010            | вища               | позапартійний          | Новомерчицька загальноосвітня школа I-III ст., завуч            |
| Самовисування               |                                  |                       |                    |                        |                                                                 |
| 2                           | Бондаренко Микола Іванович       | 03.11.2010            | середня спеціальна | позапартійний          | ТОВ «Транс-тяжмаш», охоронець                                   |
| 4                           | Буленко Катерина Олександрівна   | 03.11.2010            | вища               | позапартійна           | Новомерчицька сільрада, секретар                                |
| 6                           | Шелєпова Антоніна Олександрівна  | 03.11.2010            | вища               | позапартійна           | Новомер-чицька сільрада, спеціаліст по бухгал-терському обліку  |
| 7                           | Стебліна Надія Пилипівна         | 03.11.2010            | середня            | позапартійна           | Агрофірма «Восток», працівник                                   |
| 8                           | Дідоренко Наталія Володимирівна  | 03.11.2010            | середня            | позапартійна           | тимчасово не працює                                             |
| 10                          | Чухно Надія Андріївна            | 03.11.2010            | середня            | член Партії регіонів   | пенсіонер                                                       |